# Matías Zaldívar
Matías Ezequiel Zaldívar (Avellaneda, 4 agosto 1995) è un calciatore argentino, centrocampista svincolato.

## Caratteristiche tecniche
È un centrocampista centrale.

## Carriera
Cresciuto nelle giovanili dell'Arsenal Sarandí, ha esordito in prima squadra l'11 maggio 2014 in occasione del match di campionato pareggiato 0-0 contro il Belgrano.